# Colline Saluzzesi
Colline Saluzzesi ist ein kleines italienisches Weinbaugebiet in der Provinz Cuneo, Piemont. Das Gebiet hat seit dem 14. September 1996 den Status einer Denominazione di origine controllata (kurz DOC). Die Vorschriften wurden zuletzt am 7. März 2014 aktualisiert. In diesem Gebiet werden zwei seltene Rebsorten, Pelaverga und Quagliano angebaut.

## Anbaugebiet
Der Anbau ist in der Provinz Cuneo:
- auf dem gesamten Gebiet der Gemeinden Pagno und Piasco und
- auf Teilgebieten der Gemeinden Brondello, Busca, Castellar, Costigliole Saluzzo, Dronero, Envie, Manta, Martiniana Po, Revello, Verzuolo und Villar San Costanzo

zugelassen.

## Erzeugung
Folgende Typen von Wein dürfen laut Appellation unter Verwendung der genannten Rebsorten erzeugt werden:
Colline Saluzzesi (rosso)60–100 % Barbera, Chatus, Nebbiolo, Pelaverga (einzeln oder gemeinsam) und 0–40 % Rebsorten gleicher Farbe, die für den Anbau in der Region Piemont zugelassen sind
Colline Saluzzesi Barberasortenreiner Wein – besteht zu 100 % aus der genannten Rebsorte
Colline Saluzzesi Chatussortenreiner Wein – besteht zu 100 % aus der genannten Rebsorte
Colline Saluzzesi Pelavergasortenreiner Wein – besteht zu 100 % aus der genannten Rebsorte
Colline Saluzzesi Pelaverga rosatosortenreiner Wein – besteht zu 100 % aus der genannten Rebsorte
Colline Saluzzesi Quaglianosortenreiner Wein – besteht zu 100 % aus der genannten Rebsorte
Colline Saluzzesi Quagliano Spumantesortenreiner Wein – besteht zu 100 % aus der genannten Rebsorte

## Beschreibung
Laut Denomination (Auszug):

### Colline Saluzzesi (rosso)
- Farbe: rubinrot
- Geruch: fruchtig, weinig, charakteristisch intensiv
- Geschmack: frisch, trocken, intensiv fruchtig, charakteristisch
- Alkoholgehalt: mindestens 11,5 % Vol., auch mit der Bezeichnung „Vigna“
- Säuregehalt: mind. 4,5 g/l
- Trockenextrakt: mind. 18,0 g/l

### Colline Saluzzesi Barbera
- Farbe: rubinrot, als junger Wein mit violetten Reflexen, im Alter Tendenz zu granatrot
- Geruch: weinig, intensiv, charakteristisch, zart
- Geschmack:trocken, harmonisch, samtig, leicht tanninhaltig
- Alkoholgehalt: mindestens 12,0 % Vol., auch mit der Bezeichnung „Vigna“
- Säuregehalt: mind. 5,0 g/l
- Trockenextrakt: mind. 18,0 g/l

### Colline Saluzzesi Chatus
- Farbe: intensiv rubinrot
- Geruch: fruchtig, weinig
- Geschmack: trocken, körperreich, harmonisch und evtl. tanninhaltig
- Alkoholgehalt: mindestens 12,0 % Vol., auch mit der Bezeichnung „Vigna“
- Säuregehalt: mind. 5,0 g/l
- Trockenextrakt: mind. 18,0 g/l

### Colline Saluzzesi Pelaverga
- Farbe: leicht rubinrot
- Geruch: fein, zart, wohlriechend, fruchtig mit einem Hauch von Kirsche und Himbeere, würzig, charakteristisch
- Geschmack: trocken, harmonisch weich. Bei lieblichem Ausbau: frisch und zart mit Himbeergeschmack, manchmal lebhaft
- Alkoholgehalt: mindestens 11,5 % Vol., auch mit der Bezeichnung „Vigna“
- Säuregehalt: mind. 4,5 g/l
- Trockenextrakt: mind. 17,0 g/l

### Colline Saluzzesi Pelaverga Rosato
- Farbe: mehr oder weniger intensiv rosa
- Geruch: fein, zart, duftig, blumig und fruchtig mit einem Hauch von Kirsche und Himbeere
- Geschmack: trocken oder süß, harmonisch weich
- Alkoholgehalt: mindestens 11,5 % Vol., auch mit der Bezeichnung „Vigna“
- Säuregehalt: mind. 4,5 g/l
- Trockenextrakt: mind. 15,0 g/l

### Colline Saluzzesi Quagliano
- Farbe: hellrot mit leichten violetten Reflexen
- Geruch: delikat weinig mit Düften von Veilchen und mit angenehmem Aroma, charakteristisch
- Geschmack: lieblich und angenehm süß, mittelkräftig, fruchtig, manchmal lebhaft
- Alkoholgehalt: mindestens 11,0 % Vol., mit einem Rest von mindestens 5,5 % potentiellem Alkoholgehalt, auch mit der Bezeichnung „Vigna“
- Säuregehalt: mind. 5,0 g/l
- Trockenextrakt: mind. 18,0 g/l

### Colline Saluzzesi Quagliano Spumante
- Perlage: fein und anhaltend
- Farbe: hellrot mit Tendenz zu violett
- Geruch: delikat weinig mit Düften von Veilchen, angenehm charakteristisch
- Geschmack: angenehm süß, mittelkräftig, sehr fruchtig
- Alkoholgehalt: mindestens 11,0 % Vol., mit einem Rest von mindestens 7,0 % potentiellem Alkoholgehalt, auch mit der Bezeichnung „Vigna“
- Säuregehalt: mind. 5,0 g/l
- Trockenextrakt: mind. 18,0 g/l